# Now Generation
Now Generation es una canción que tiene el estilo de los años 80. Su melodía ha sido descrita como muy divertida por sus tonos de rock and roll, con algunos toques de punk.
Esta canción contiene las voces de Fergie y Will.i.am como voces principales.

## Composición
En la mayor parte de la melodía se habla de la generación de hoy en día, haciendo alusión a que «todos nosotros» vivimos actualmente disfrutando de las redes sociales (como Facebook), los buscadores, las enciclopedias, etc. En fin, todo un mundo de jóvenes adictos al Internet, con todos sus complementos.

### Voces
En esta canción la artista Fergie canta con su propia voz sin efectos, pero no se puede decir lo mismo de Will.i.am, ya que utiliza Auto-Tune en la mayor parte de la canción.
- Fergie - Principal
- Will.I.Am - Principal
- Apl.de.ap - Ausente
- Taboo - Ausente

### Crítica
Now Generation es otra notable canción que habla sobre la generación de jóvenes que ayudó a poner al presidente Obama en la Casa Blanca. Con la voz de Will.i.am repitiendo el pegajoso lema «Yes we can» (Sí podemos). La introducción de la guitarra y el bajo dan como resultado un rock and roll que representa la emoción que significa ser parte de esta época. Además, es un tema divertido, reivindicativo de la vida moderna.

## Lista de canciones
13.- Now Generation - 4:06 (Descarga)
13.- Now Generation - 4:06 (CD)
13.- Feivian Shidoration - 4:06 (CD)
- Datos: Q10338064